# 建设掌遗址
建设掌遗址，位于中国青海省海晏县银滩乡汪水村，为青海省市县级文物保护单位，公布日期为1988年5月19日，类型为古遗址。
建设掌遗址的历史年代为宋。